# Ribeuf

Ancienne commune de la Seine-Inférieure, la commune de Ribeuf a existé jusqu'en 1823. À cette date, elle a été réunie à la commune d’Ambrumesnil. 

## Géographie
Ribeuf est située dans le pays de Caux, sur la rive droite de la Saâne. Au sud-ouest, dans le fond de la vallée, la Ballastière est, comme son nom l’indique, une ancienne ballastière transformée en étang. Un bois, le bois de Ribeuf, se trouve sur le coteau exposé à l'ouest qui domine le village. Ribeuf est à environ 2,5 km du centre d’Ambrumesnil.

## Toponymie
L'ancienne commune de Ribeuf est attestée sous la forme Risbot en 1171 et Risbued en 1207. Le nom est composé manifestement de l'élément both / buth qui signifie baraque ou village en norrois (Cf. Elbeuf ; Criquebeuf ; Daubeuf ; Coimbot ; Carquebut, etc.). Le premier élément est sans doute le vieil anglais ou vieux norrois hris, buisson.

## Histoire
- 1823 : Ribeuf est réunie à Ambrumesnil.

## Population
| 1793 | 1800 | 1806 | 1821 |
| ---- | ---- | ---- | ---- |
| 51   | 51   | 53   | 46   |